# 刘永福旧居
刘永福故居又名三宣堂，是位于广西壮族自治区钦州市钦城管理区板桂街10号（古称下南关）的古民居，建于清朝光绪十七年（1891年），“三宣堂”来源于刘永福援越抗法中屡立战功，被越南王封为“三宣提督”。
三宣堂占地面积227,00多平方米，建筑面积5,600平方米，大小厅房119间，全部砖木结构，四周筑有4米高围墙。故居建筑有花厅、中厅、祖厅等主座，头门、二门、仓库、书房、伙房、佣人房、马房等附属建筑，以及戏台、菜圃、花园、鱼塘、晒场等配套设施，是钦州市现存最宏伟、最完整的清代建筑群。

## 故居构成

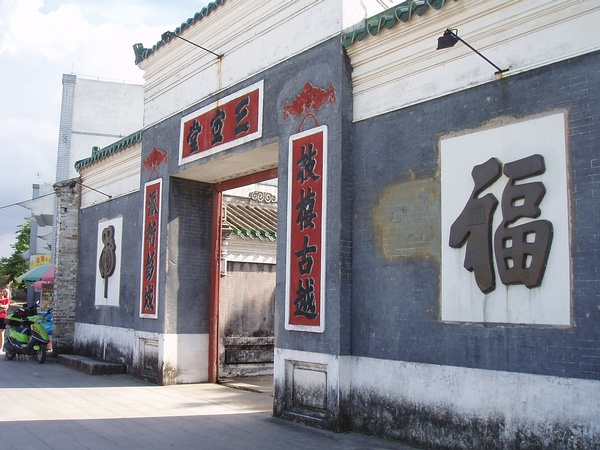
三宣堂大门侧照

- 头门：临江临街向东，左右对联：“枝栖古越，派衍彭城”，横额：“三宣堂”，三者皆为灰塑红底黑字。
- 过道：35米。
- 二门：两层楼房，左右对联：“恩承北阙，春满南天”，匾额原本为“建威第”的金字大匾，但已遗失。现挂的是孟宪德题写的“刘永福故居”大匾。
- 广场：80多米宽，南面有照壁，上书“卿云丽日”，照壁边有一株刘永福曾缚马暂驻的高龙眼树，史称“系马树”。1962年，诗人田汉曾在此留下“庭前龙眼飘香雪，犹似将军系马时”的诗句。
- 广场：80多米宽，北面是主座。
- 主座：分别有前座、花厅、中厅、后座建筑等。前座门顶，左右对联：“天阶深雨露，庭砌长芝兰”，直匾：“钦赐花翎”。
- 前座：展览中法战争历史，《民族英雄刘永福生平业绩展览》。
- 东花厅：陈列孙中山、张之洞、程思远、杨静仁等名人的题词，以及其他墨宝、官袍等文物。
- 天井：即“拒贿庭”。“拒贿庭”名称来源是，在中法战争结束后，刘永福从越南战场带回了一撮法军战败已死首领李威利的头发作为战利品，以作纪念。法国人知晓此事后，派人携带重金来三宣堂，想要回此物，在此庭院，刘永福立场坚定， 严词拒绝来者，来者最终无果而逃。

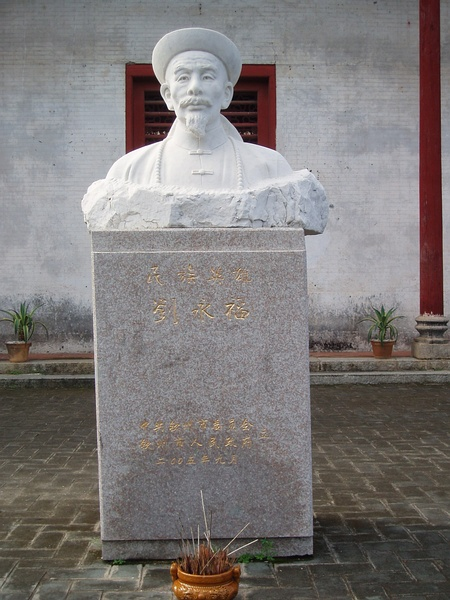
三宣堂内刘永福雕像。

- 西花厅：陈列题赠，这些题赠主要来自前越南革命领导人黄文欢，英国驻华大使柯立文夫妇，以及其他一些国际人士。
- 中座：中厅，刘永福晚年书写的虎字中堂。
- 中厅左：二层楼房，刘永福的卧室，家居实物陈列。
- 中厅右：二层楼房。
- 后座：祖厅，“请缨堂”，建筑群中最高。

其中“请缨堂”的名称来源是，民国四年（1915年），听到袁世凯接受日本提出旨在灭亡中国的“二十一条”的消息，刘永福立即召集全体家属连并家庭教师集中于后座的祖堂，抗电北庭，请缨抗日，以示反对签订“二十一条”。
厅内有壁画、木雕。壁画全部为金描彩绘，内容涉及名山大川、牧童樵夫、圣贤豪杰、亭台楼阁、奇花异草、彩凤仙鹤、仙翁神女、武将文仕等。
展室10个，展出面积共1000多平方米，分中法战争概况，黑旗军抗法斗争，萃军抗法斗争三个部分。展品有：《中法战争历史文物展览》，大清光绪皇帝及越南嗣德帝赠刘永福父亲的诰封碑，镇南关大战捷报等。
- 主座并列：谷仓，占地1,500平方米，建筑面积300多平方米，一排10间。谷仓前为晒场，700平方米。
- 主座西侧：一列平房，刘永福的书房，家居实物陈列。

## 文物保护

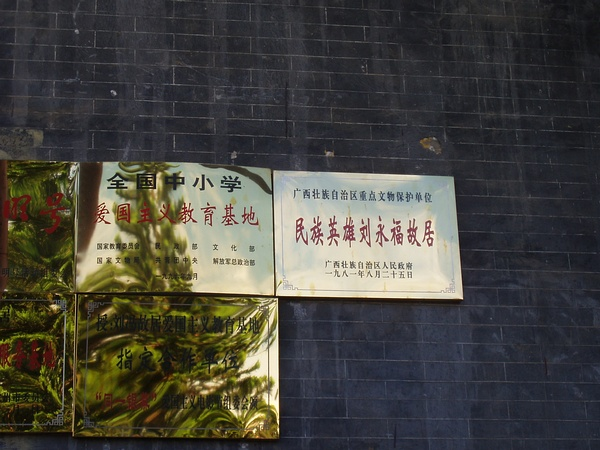
文物保护牌匾。

- 1981年，该故居被自治区政府列为广西壮族自治区文物保护单位。
- 1996年，该故居被命名为“全国中小学爱国主义教育基地”。
- 2001年，该故居被列为全国重点文物保护单位。

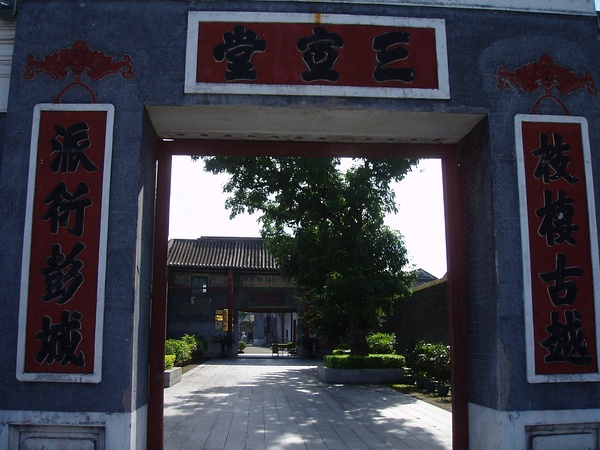
头门
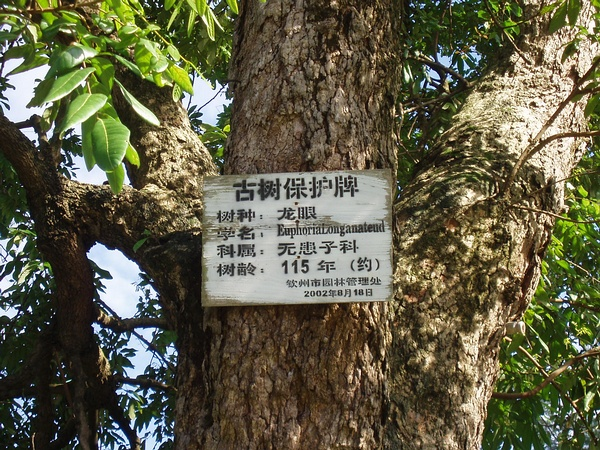
龙眼树说明牌
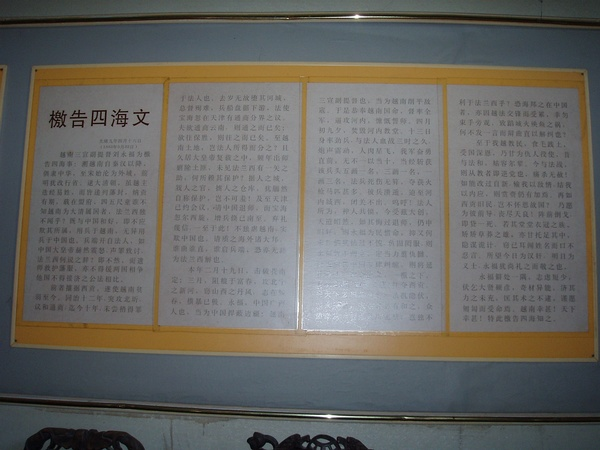
《檄告四海文》
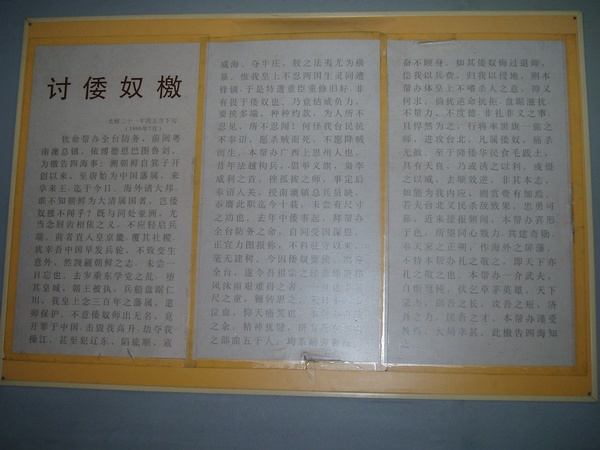
《讨诿奴檄》
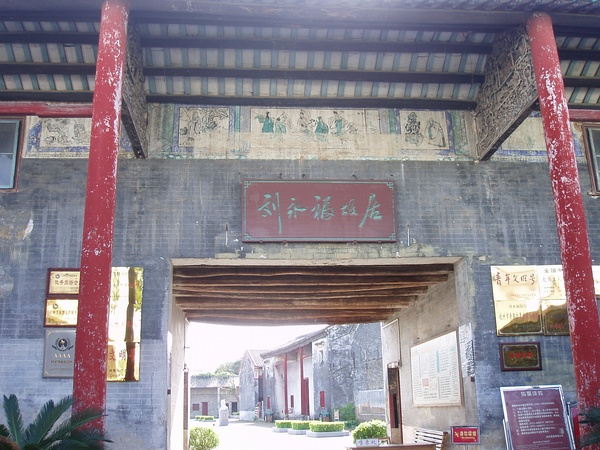
二门